# برور آبلی
برور آبلی (زاده ۲۶ ژوئیه ۱۸۸۰ - درگذشت ۱۲ نوامبر ۱۹۶۲ در یرنه، سودتلیا، سودرمانلاند) کارگردان، بازیگر، خواننده، نویسنده و صاحب سینما سوئدی بود.

## زندگی
آبلی در سال ۱۹۲۴ شروع به انتشار مجله فیلم خود کرد و همچنین یک صاحب نظر فعال در مورد مسائل فیلم و سینما بود. در سال ۱۹۰۹ اولین سالن سینما دائمی در اومئو ساخته شد. پس از سوختن تئاتر شهری اومئو در سال ۱۹۱۳، او سینمای خود را به یک تئاتر تبدیل کرد، یک شرکت تئاتر آماتور راه اندازی کرد و به اجرای نمایش پرداخت. او در اوج کار خود حدود بیست سالن سینما از کیرونا تا استکهلم را اداره کرد. اولین سینمای او هنوز در موزه وستربوتن قابل مشاهده است.

## فیلم‌شناسی

### بازیگر
- 1923: Janne Modig
- ۱۹۳۸: شغل
- ۱۹۴۱: خبرنگاران جاسوس
- 1941: Fröken Kykråtta
- 1943: I mörcaste Småland
- 1946: Hotell Kakbrinken

### فیلمنامه‌نویس و کارگردان
- جان مودیگ، ۱۹۲۳
- کارناوال گاملا گاتان، ۱۹۲۳
- Löjen och tårar، ۱۹۲۴

### تهیه‌کننده
- جان مودیگ، ۱۹۲۳
- کارناوال گاملا گاتان، ۱۹۲۳

## کارها
- کباب‌های روپاندس، ۱۹۱۱
- نمک و فلفل، ۱۹۱۵
- تا زمانی که می‌خواهید رها کنید، ۱۹۳۰
- کتاب جاو، ۱۹۳۱